# Petőcz Mihály
Petőcz Mihály (18. század – 19. század) orvosdoktor, Nyitra megye főorvosa Bajmócon.
Orvosi cikket írt az Aehrenlesebe (Pozsony, 1835.).

## Művei
- Über die Schädlichkeit des Kaffeetrinkens. Wien, 1817.
- Neue Methode die Wechselfieber ohne China-Rinde sicher und leicht zu heilen. Pressburg, 1819.
- Neue Theorie der Heilkunde. Uo. 1819.
- Die Welt aus Seelen. Pest, 1833.
- Ansicht des Lebens. Ofen, 1834.
- Hieroglyphen und. Sanskrit-Worte in der magyarischen, deutschen, lateinischen Sprache. Uo. 1834.
- Ansicht der Welt. Ein Versuch die höchste Aufgabe der Philosophie zu lösen. Leipzig, 1838.
- Régi magyar szavak, találta ... Pozsony, 1840.
- Das unmoralische der Todesstrafe. Nachtrag zu dessen «Ansicht der Welt». Leipzig, 1841.